# Органолептичний контроль

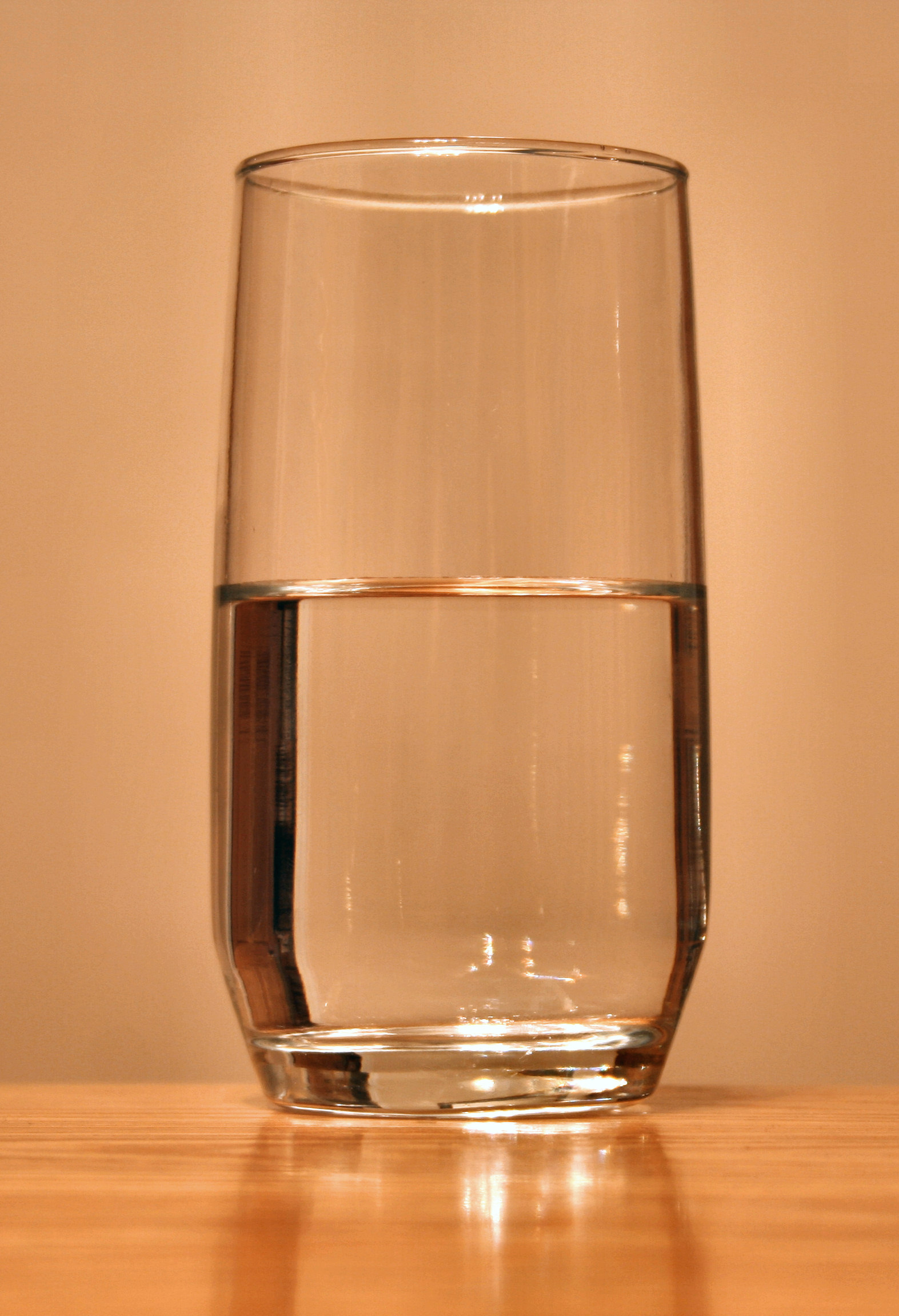
Вода, що за зовнішнім органолептичним оцінюванням є придатна для споживання.

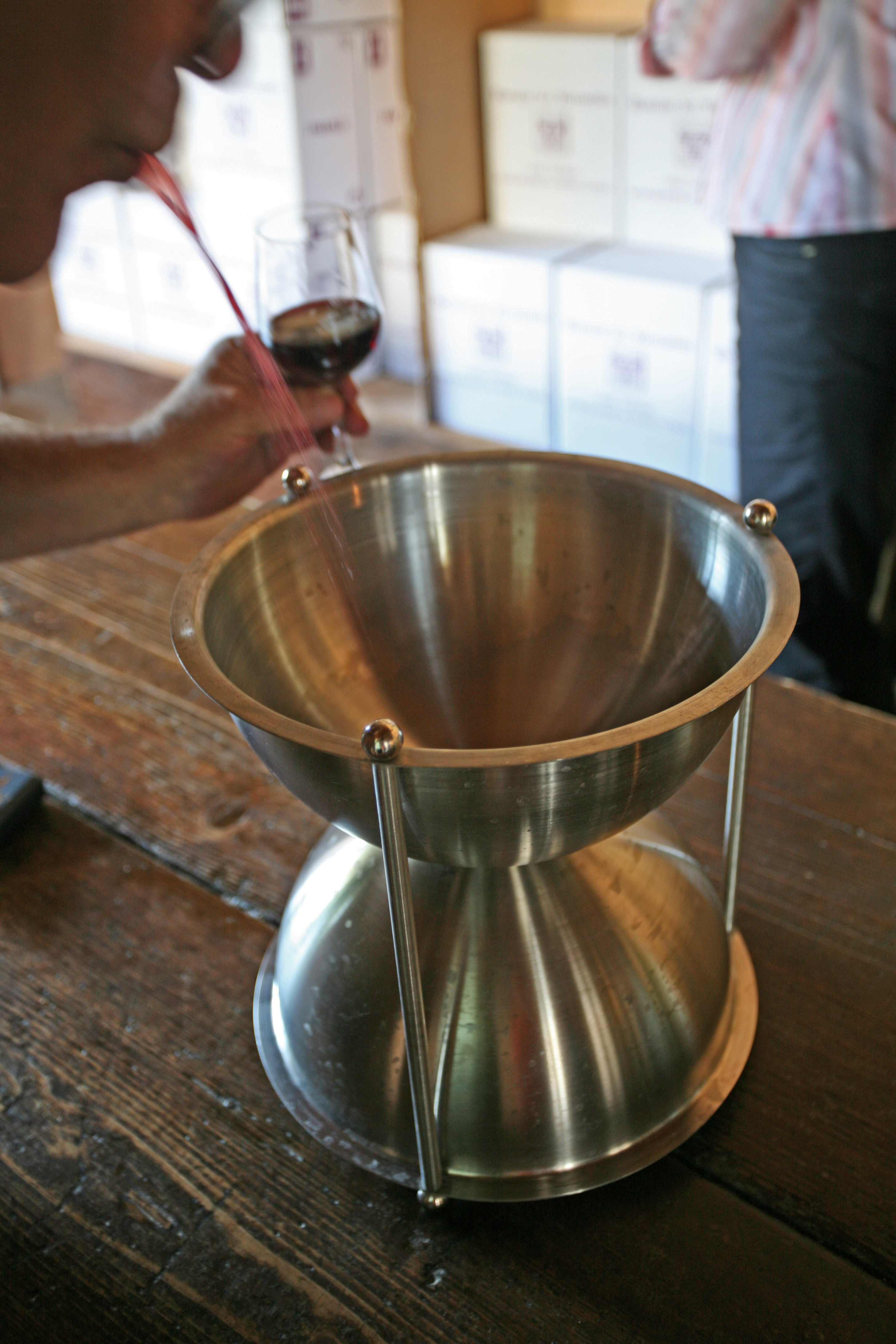
Процес дегустування вина.

Органолепти́чний контро́ль або органоле́птика (англ. organoleptic, від дав.-гр. ὄργανον – знаряддя, інструмент + ληπτικός — утягувальний, усмоктувальний) — контроль, при котрому первинна інформація сприймається органами чуття людини (зору, слуху, дотику, смаку, запаху). Часто використовується для визначення якості продукції.
Органолептична оцінка продукції — узагальнена оцінки її якості, здійснена лише за допомогою органів чуття людини. Оцінюються як зовнішні характеристики, такі як вигляд, колір, форма, прозорість, запах, так і такі, як смак, м'якість тощо. Часто використовується для оцінювання питної води, а також напоїв: алкогольних напоїв, пива, кави, чаю, а також кондитерських виробів. Часто допомагає зрозуміти міру свіжості сировини, дотримання технології процесів виробництва чи вирощування певного продукту.
Значна перевага даного методу — швидкість при отриманні даних, порівняно із використанням хімічного чи інструментального аналізу. Суттєвим недоліком методу — є слабка верифікованість та значна суб'єктивність.